# Erika Norberg
Erika, artistnamn för Erica Wagenius (född Norberg, även känd som Erika Malmsteen och Erika Evenlind), född 2 januari 1967 i Skellefteå, är en svensk sångerska, musiker, låtskrivare och journalist.

## Biografi

### 1987: Medverkan i Rock-SM
Efter att sedan 1979[källa behövs] ha spelat i lokala punk- och hårdrocksband (No Apology, Hardware och Algerroad) i Skellefteå flyttade Erika 1986 till Stockholm, där hon startade band som Duchess, som bland annat medverkade i Rock-SM 1987.

### 1989: Musik på bolaget Lionheart
1989 erbjöd musikproducenterna Bobby Ljunggren och Håkan Almqvist Erika att spela in debutskivan Cold Winter Night (1990). Under artistnamnet "Erika" lanserades hon som första artist i deras då nystartade bolag Lionheart. Den 20 oktober 1990 hamnade hon första gången på Trackslistan med låten "Together We're Lost". Två veckor senare gick singeln upp på listans förstaplats. Erika var sommaren 1991 Sveriges näst populäraste kvinnliga artist, efter Carola Häggkvist. Fler hits följde, bland andra "Hurting So Bad", "Wake Me Up When the House Is on Fire" och "Lost In Paradise", framförd tillsammans med Jan Johansen. Tredje och sista skivan på Lionheart var Lady Luck (1993).

### 1994: Efter Lionheart
1994 gav hon ut jullåten "When Christmas Comes To Town" i engelsk och "När julen kommer till stan" i svensk version, båda tillsammans med forne Noice-sångaren Hasse Carlsson under namnet Christmas Crackers. Albumet Planet X (1997) blev främst en framgång i Japan, där det gavs ut med exklusiva bonuslåten "Wild, Wild One". Nästföljande albumet Ripe gavs enbart ut i Japan, följt av ett samlingsalbum senare samma år.

### 1999: Avslut som artist
Efter sex album kände Erika sig mätt på artistlivet och 1999 valde hon att dra sig tillbaka för att övergå till en skrivande verksamhet på bland annat Aftonbladet Bonniers och Frida förlag, sistnämnda under ledning av Hans Hatwig som låg bakom bland annat poptidiningen OKEJ.

### 2016: Comeback
Våren 2016 återkom hon med egna albumet Deaf, Dumb & Blonde, på engelska Escape Records, i samarbete med bland andra Mic Michaeli (Europe), Jesper Strömblad (In Flames, Hammerfall) och Leif Edling (Candlemass). 
2017-2020 producerade hon podcasten Rock Böttom som hon även programledde tillsammans med Anders Tengner. Rock Böttom var en Intervjupodcast med gäster från hårdrockvärlden. Bland många prominenta gäster kan nämnas medlemmar från Def Leppard, Guns N’ Roses och Rainbow. 
2020 släppte hon albumet Remedy For Sobriety, producerat av Staffan Österlind. År 2021 gästade hon Snowy Shaws album med duetten "Tell me, tell me". 
2021 startade hon i samarbete med Henrik Koelman på WaineTV YouTube-showen "Decibel TV" som fick ett stort genomslag och kallades "Nattsuddarna goes metal". Henrik och Erika pratade om hårdrock, visade rockvideos och när den pågående pandemin tillät så gästades de av Hammerfall, Ryan Roxie och Dark Funeral för att nämna några. 2022 tillkom inslaget "Bröderna Losers", humorsketcher och artistintervjuer med bland andra Dregen (Hellacopters, Backyard Babies) ledda av Mats "Mappe" Björkman från Candlemass och Mats "Stam" Johansson från Mustasch. 
Erika ingår sedan 2020 i all star-bandet "Saints & Sinners" som förutom henne består av profiler från death/black metal scenen; Sebastian Ramstedt från Necrophobic och Nifelheim, Perra Karlsson från bland andra Nominon och Tobias Christensson från Grave och f d Dismember. Bandet släpper varje år en coverlåt där alla intäkter går till välgörenhet.
PRAISE THE LOUD släpptes 28 juni 2024, vilket var första singeln från kommande albumet UNITED STATES OF ERIKA, som släpptes november 2024.  Singeln fick stor medial uppmärksamhet och rotation på flertal rockradiostationer. Albumet är producerat av Staffan Österlind Där återfinns låtskrivare som exempelvis Snowy Shaw och Sparzana. 

### Jurymedlem
Erika har varit flerårig medlem i Grammisjuryn.
Från och med 2022 är hon juryordförande i Wacken Metal Battle Sweden. I juryn har hon haft sällskap av bland annat Filippa Nässil i Thundermother, Linnea Vikström från Therion och Chris Laney i Pretty Maids.

### Låtskrivare åt andra
Hon har också genom åren skrivit låtar åt olika musikakter i vitt skilda musikgenrer, som exempelvis texten till "Another Night"[källa behövs] – den engelska originalversionen av Jan Johansens "Se på mig" – och BIGs "Ingen annan väg", som 1998 kom tvåa i Melodifestivalen, samt en handfull av Yngwie Malmsteens alster.[källa behövs]

### Privatliv
Efter flera års relation var hon 1991-1992 gift med gitarristen Yngwie Malmsteen. Därefter var hon under några år på 1990-talet gift med skivproducenten Richard Evenlind.
Hon separerade 2016, efter 17 års äktenskap från sin tredje make och tillika pappan till hennes barn, fastighetsutvecklaren Daniel Wagenius.  
Sedan 2018 lever hon ihop med Mats "Stam" Johansson, före detta basist i Mustasch.

## Diskografi

### Singlar
- "Together We're Lost" (1990)
- "Hurting So Bad" (1990)
- "Heavenly" (1991)
- "Wake Me up When the House Is on Fire" (1991)
- "In the Arms of a Stranger" (1991)
- "Rock Me into Heaven" (1991)
- "Lost in Paradise" (med Jan Johansen) (1993)
- "Merry-Go-Round" (1993)
- "När Julen Kommer Till Stan" (med Christmas Crackers) (1994)
- "Super Sonic City" (1995)
- "Super Sonic City" (1997) (utgiven i Japan)
- "Jimmy, Jimmy, Jimmy" (1997)
- "Vampire" (1997)
- "Do You" (1998) (endast utgiven i Japan)
- Tell me, tell me (2021 duett med Snowy Shaw)
- Scream of anger (2021 med Saints & Sinners)
- Out in the fields (2022 med Saints & Sinners)

### Album
- Cold Winter Night (1990)[10][11]
- In the Arms of a Stranger (1991)[12][13]
- In the Arms of a Stranger (1992) (endast utgiven i Japan)[14]
- Lady Luck (1993)[15]
- Planet X (1997)[16]
- Ripe (1998) (endast utgiven i Japan)[17]
- Super Trax (1998) (samling) (endast utgiven i Japan)[18]
- Cold Winter Night (2004) (återutgivning) [19][11]
- In The Arms Of A Stranger (2005) (återutgivning)
- Deaf, Dumb & Blonde (2016)[20]
- Remedy for sobriety (2020)